# Toute Première Fois (téléfilm)
Pour les articles homonymes, voir Toute Première Fois.
Pour plus de détails, voir Fiche technique et Distribution.
Toute Première Fois (titre original : Endlich Sex!, "Enfin du sexe !") est un téléfilm allemand réalisé par Klaus Knoesel (de), diffusé pour la première fois en 2004.

## Synopsis
Contrairement à ses amies, Saskia, 17 ans, n'a jamais eu de rapport sexuel. Comme elle a honte d'être encore vierge, elle reprend l'histoire de sa grand-mère, qui l'a fait pour la première fois avec un séduisant Italien lors de vacances dans ce pays. Avec cette histoire, elle parvient à impressionner ses amies mais aussi Christoph, le garçon le plus populaire, jeune chanteur, qui s'intéresse enfin à elle. Christoph est en train de percer et on dit qu'il a une liaison avec sa manager Alma. Mais Saskia n'a personne à qui confier ses problèmes. Lorsqu'elle rencontre Hannes, un garçon homosexuel de 18 ans, elle semble avoir trouvé quelqu'un pour résoudre son "problème de défloration". Il lui donne toutes sortes de conseils et organise des rendez-vous devant mettre fin à ce problème pour de bon. Mais dès sa première rencontre avec un certain DJ Pablo, Saskia prend peur car il lui propose de le faire à trois. Le suivant est un bide. Cependant entre-temps, Hannes tombe amoureux de Christoph, ce qui provoque une dispute entre le gay et Saskia...

## Fiche technique
- Titre : Toute Première Fois
- Titre original : Endlich Sex!
- Réalisation : Klaus Knoesel (de) assisté d'Anina Marsen et de Schoko Okroy
- Scénario : Don Bohlinger, Stuart Courtney
- Musique : Gil Ofarim
- Direction artistique : Tommy Stark
- Costumes : Uta Freiwald
- Photographie : Klaus Liebertz
- Son : Thomas Doepgen
- Montage : Birgit Klingl
- Production : Tanja Ziegler
- Sociétés de production : ProSieben,
- Société de distribution : ProSieben, Ziegler Film & Company
- Pays d'origine :  Allemagne
- Langue : allemand
- Format : Couleurs - 1,78:1 - Dolby Digital - 35 mm
- Genre : Comédie romantique
- Durée : 94 minutes
- Dates de première diffusion :
  - Allemagne : 25 mars 2004 sur ProSieben.
  - France : 11 octobre 2006 sur M6[1].

## Distribution
- Jasmin Schwiers: Saskia
- Gil Ofarim: Christoph
- Christian Blümel (de): Hannes
- Eva Hassmann (de): Lena
- Oona Devi Liebich (de): Valerie
- Franziska Schlattner (de): Alma
- Lucie Pohl (de): Nicolette
- Markus Boestfleisch : Otto
- Ursula Dirichs (de): La grand-mère de Saskia

## Source de la traduction
- (de) Cet article est partiellement ou en totalité issu de l’article de Wikipédia en allemand intitulé « Endlich Sex! » (voir la liste des auteurs).